# Туріянська сільська рада
Турія́нська сільська́ ра́да — адміністративно-територіальна одиниця та орган місцевого самоврядування Новомиргородського району Кіровоградської області. Адміністративний центр — село Турія.

## Загальні відомості
Туріянська сільська рада утворена в лютому 1918 року.
- Територія ради: 48,18 км²
- Населення ради: 1511 осіб (станом на 2001 рік)

## Населені пункти
Сільській раді підпорядковані населені пункти:
- с. Турія

## Склад ради
Рада складається з 12 депутатів та голови.
- Голова ради: Тупчій Анатолій Олександрович
- Секретар ради: Третяк Ольга Володимирівна

### Керівний склад попередніх скликань
| Прізвище, ім'я, по батькові   | Основні відомості                                                                                                 | Дата обрання | Дата звільнення |
| ----------------------------- | --- | ------------ | --------------- |
| Микитенко Олексій Васильович  | Сільський голова, 1962 року народження, освіта вища                                                               | 26.03.2006   | 31.10.2010      |
| Микитенко Олексій Васильович  | Сільський голова, 1962 року народження, освіта вища, член Народної партії                                         | 31.10.2010   | 25.10.2015      |
| Тупчій Анатолій Олександрович | Сільський голова, 1959 року народження, освіта вища, безпартійний, від партії Блок Петра Порошенка «Солідарність» | 25.10.2015   |                 |

Примітка: таблиця складена за даними сайту Верховної Ради України та ЦВК

### Депутати VII скликання
За результатами місцевих виборів 2015 року депутатами ради стали:

#### За суб'єктами висування
| Суб'єкт висування | Кількість обраних депутатів | %      |
| ----------------- | --------------------------- | ------ |
| Самовисування     | 12                          | 100.00 |

#### За округами
| № округу | Прізвище, ім'я, по батькові    | Ким висунуто  | Дата нар.  | Освіта              | Партійна приналежність | Відомості |
| -------- | ------------------------------ | ------------- | ---------- | ------------------- | ---------------------- | --- |
| 1        | Третяк Ольга Володимирівна     | Самовисування | 20.03.1964 | професійно-технічна | безпартійна            | сільська рада, секретар                                                                                      |
| 2        | Сергата Людмила Миколаївна     | Самовисування | 15.07.1984 | вища                | безпартійна            | сільська рада, касир                                                                                         |
| 3        | Сергатий Ярослав Дмитрович     | Самовисування | 28.10.1979 | вища                | безпартійний           | СФГ «Ярослав», голова                                                                                        |
| 4        | Приз Віра Петрівна             | Самовисування | 14.05.1963 | професійно-технічна | безпартійна            | сільська рада, бухгалтер                                                                                     |
| 5        | Сергатий Віталій Володимирович | Самовисування | 29.04.1975 | вища                | безпартійний           | ТОВ «Прогрес», бригадир                                                                                      |
| 6        | Лимар Олена Миколаївна         | Самовисування | 01.05.1973 | професійно-технічна | безпартійна            | ТОВ «Прогрес», комірник, обліковець, технік штучного осіменіння                                              |
| 7        | Бережний Олег Петрович         | Самовисування | 15.12.1969 | професійно-технічна | безпартійний           | ЄРПГ Маловисківське УЄГГ, слюсар                                                                             |
| 8        | Соломаха Олег Борисович        | Самовисування | 06.09.1968 | вища                | безпартійний           | тимчасово не працює                                                                                          |
| 9        | Мосьпан Галина Іванівна        | Самовисування | 12.07.1966 | вища                | безпартійна            | ТОВ «Прогрес», головний спеціаліст                                                                           |
| 10       | Муленко Людмила Миколаївна     | Самовисування | 15.11.1961 | професійно-технічна | безпартійна            | ТОВ «Прогрес», бригадир                                                                                      |
| 11       | Немна Павло Леонідович         | Самовисування | 02.06.1980 | вища                | безпартійний           | Новомиргородське РВУМВС України в Кіровоградській області., заступник начальника міліції громадської безпеки |
| 12       | Чичулін Людмила Борисівна      | Самовисування | 21.09.1966 | вища                | безпартійна            | Туріянська ЗШ І-ІІІ ступенів, заступник директора з НВР                                                      |

## Населення
Згідно з переписом УРСР 1989 року чисельність наявного населення сільської ради становила 1666 осіб, з яких 715 чоловіків та 951 жінка.
За переписом населення України 2001 року в сільській раді мешкали 1502 особи.

### Мова
Розподіл населення за рідною мовою за даними перепису 2001 року:
| Мова       | Відсоток |
| ---------- | -------- |
| українська | 99,01 %  |
| російська  | 0,93 %   |